# Museo Histórico Militar de Sevilla
El Museo Histórico Militar de Sevilla, también llamado Museo Militar Regional, es un museo ubicado en la Plaza de España de la ciudad de Sevilla (España). Su acceso está junto a la Puerta de Aragón, en la galería interior de la plaza, entre la Puerta de Aragón y la Torre Norte a la altura del banco exhibidor de la ciudad de Cádiz.

## Historia
Es heredero de gran parte de los fondos de la antigua Maestranza de Artillería de Sevilla, en cuyo Memorial de 1897 se hace referencia a una "sala de modelos", que ha sido considerada como el germen de un primer museo artillero en la ciudad de Sevilla. Con el transcurso del tiempo, las colecciones han ido en aumento, sumándose a los fondos de la Maestranza, los procedentes de la Pirotecnia Militar y sus escuelas de aprendices, de la Real Fábrica de Artillería, así como los procedentes de unidades militares disueltas, pertenecientes fundamentalmente a la plaza de Sevilla.
1897: Desde este año existió en la antigua Maestranza de Artillería sevillana una zona conocida como sala de modelos, donde se exponía el armamento, y que puede considerarse como el germen del primer museo militar de la ciudad. 
1992: El 18 de diciembre de 1992 inauguró este museo con fondos de la Maestranza y de la Fábrica de Artillería. Posteriormente le serían añadidos objetos provenientes de la antigua Pirotecnia Militar y de sus escuelas de aprendices así como fondos de la antigua Región Militar Sur. En el año 2000
2000: Fue reformado y dotado de dos nuevas plantas.
2020: se le añadió ascensor para hacer accesible las dos plantas a distinta altura. Las reformas permitieron recuperar la concepción arquitectónica original del creador del conjunto de la Plaza de España, Aníbal González. A partir del año 2020, las actuaciones llevadas a cabo desde la Dirección del Museo tienen como objetivo actualizar su discurso expositivo acorde con las necesidades museísticas y de movilidad.

## Características
Dirección:
Plaza de España, sn (Puerta de Aragón), 41013 - Sevilla
Acceso:
- Autobús: Líneas 1, 21, 22, 25, 26, 28, 29, 30, 31, 34,35, 36, 37, C-1, C-2, C-3, C-4 y EA
- Metro: Línea 1 (Estación Prado de San Sebastián)
- Tren Cercanías: Estación San Bernardo

Horario:
- Lunes a viernes: de 9:30 a 14:00 horas (Último pase a las 13:30)
- Sábados: de 10:00 a 14:00 horas (Último pase a las 13:30)
- Domingo, festivos y mes de agosto: cerrado
- En ocasiones excepcionales, el horario podrá sufrir modificaciones.
- Toda la información sobre horarios se puede consultar en Google.

Tarifa:
- Entrada gratuita

Contacto:
- Teléfono: 954 938 283 / 954 938 615
- Correo electrónico: museomilitarsev ( ) et.mde.es

Contenido
Con una superficie expositiva de 2.036 m², el Museo está compuesto por ocho salas, en las que se exponen parte de los aproximadamente 4.000 fondos que reúne, de muy variada tipología, desde Arqueología Industrial, ingenios bélicos, Historia, Arte y desarrollo industrial, así como los que recuerdan la relación de Sevilla con el Ejército. Las colecciones se distribuyen en tres plantas que albergan las salas siguientes:
*PLANTA PRINCIPAL: Sala Histórica.
-Historia militar española, conquista de Sevilla, Guerra de la Independencia, guerras y batallas del S. XX, uniformes y prendas de cabeza.
*PRIMERA PLANTA: Sala de Vexilología.
-Banderas y estandartes.
*PLANTA BAJA:
-Sala Capitanía: Fábrica de Artillería de Sevilla. Armamento.
-Sala Cuartel Maestre: Armamento y equipo Especialidades del Ejército.
-Sala Huestes y Mesnadas: Munición, pirotecnia y talleres.
-Sala Adalid: El Ejército contemporáneo.
-Sala Cuerpo de Guardia: Puesto de Vigilancia, Cuerpo de Guardia y Servicio Militar Obligatorio.
-Sala Furrielería: Exposiciones temporales. Miniaturas.

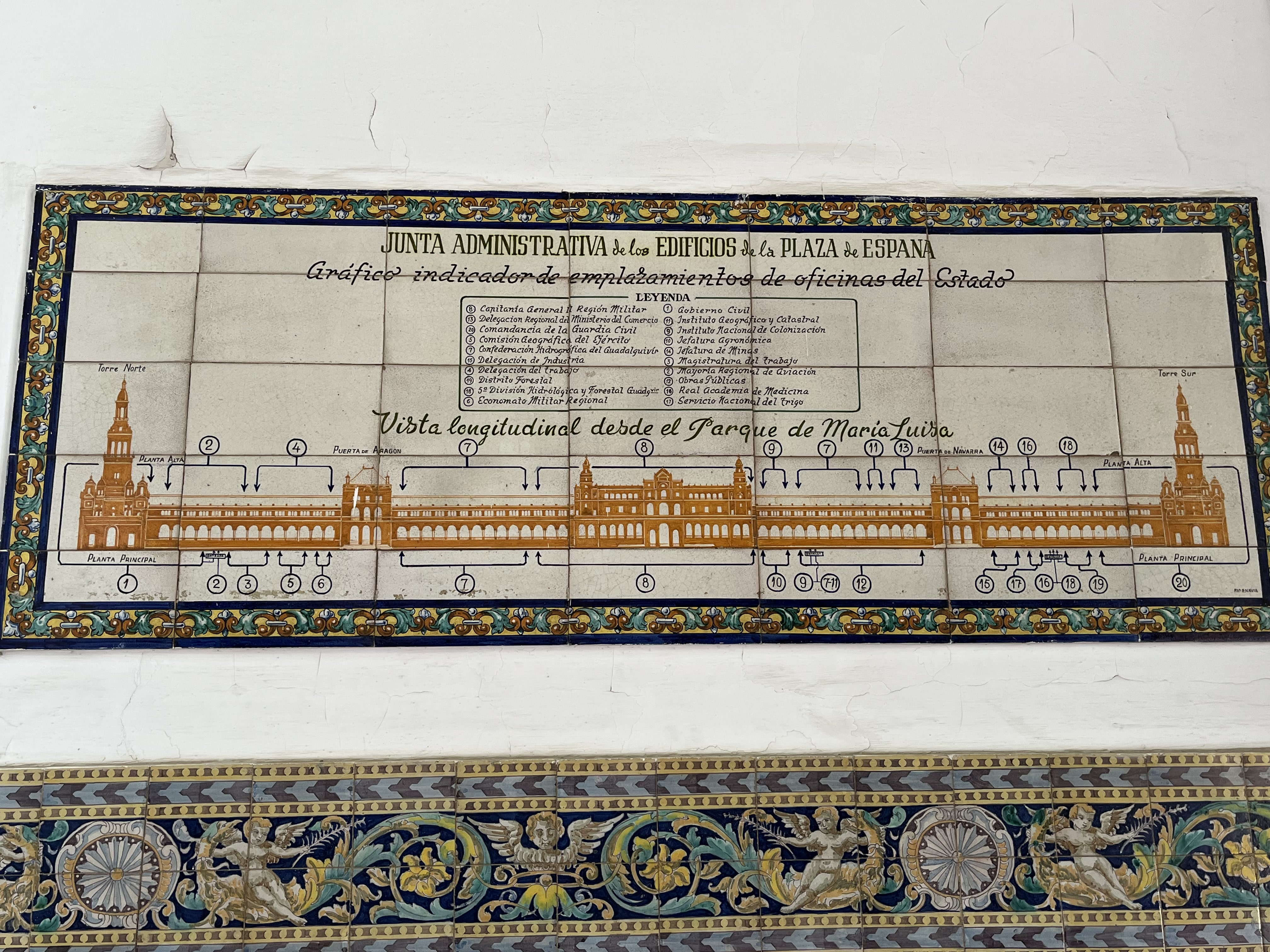
El Junta Administrativa Place de Espangna

## Galería de imágenes

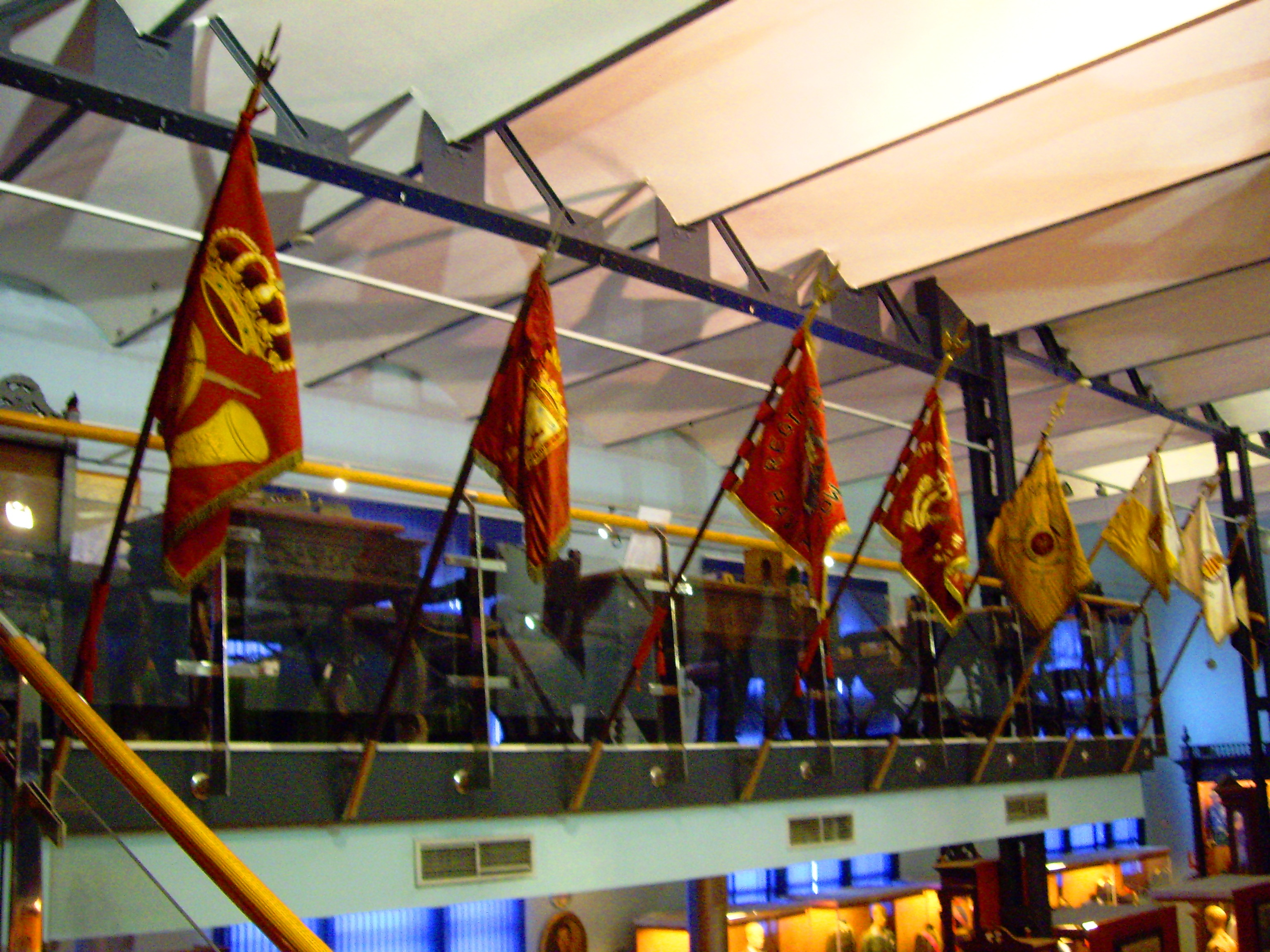
Banderines del Ejército Español.
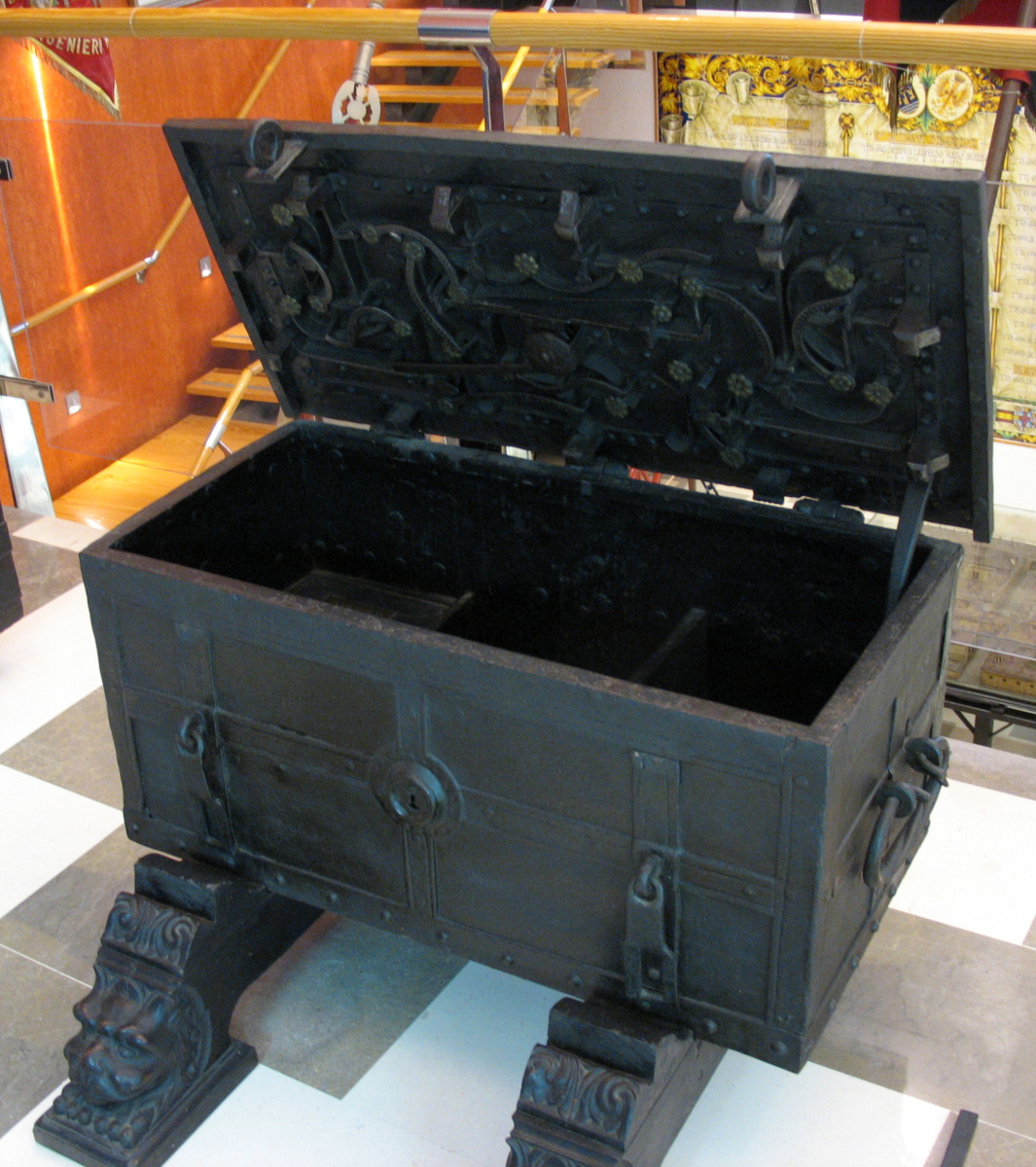
Caja de caudales antigua.